# Leucania obusta
Leucania obusta är en fjärilsart som beskrevs av Achille Guenée 1852. Leucania obusta ingår i släktet Leucania och familjen nattflyn. Inga underarter finns listade i Catalogue of Life.